# Sportovní lezení na Letních olympijských hrách 2024
Sportovní lezení na Letních olympijských hrách 2024 v Paříži se konalo od 5. do 10. srpna 2024.
Závodilo se ve dvou soutěžích: v lezení na rychlost a v kombinaci, která zahrnuje lezení na obtížnost a bouldering. Došlo tak ke změně oproti předchozím olympijských hrám, kdy se závodilo v jediné soutěži, která kombinovala všechny tři uvedené disciplíny.

## Kalendář
- pondělí 5. srpna — semifinále kombinace muži (boulder), kvalifikace rychlost ženy
- úterý 6. srpna — kvalifikace rychlost muži, semifinále kombinace ženy (boulder)
- středa 7. srpna — semifinále kombinace muži (obtížnost), finále rychlost ženy
- čtvrtek 8. srpna — finále rychlost muži, semifinále kombinace ženy (obtížnost)
- pátek 9. srpna — finále kombinace muži
- sobota 10. srpna — finále kombinace ženy

## Medailisté

### Muži
| Disciplína         | Zlato                               | Stříbro                        | Bronz                                     |
| ------------------ | ----------------------------------- | ------------------------------ | ----------------------------------------- |
| lezení na rychlost | Veddriq Leonardo · Indonésie (INA)  | Wu Pcheng · Čína (CHN)         | Sam Watson · Spojené státy americké (USA) |
| kombinace          | Toby Roberts · Velká Británie (GBR) | Sorato Anraku · Japonsko (JPN) | Jakob Schubert · Rakousko (AUT)           |

### Ženy
| Disciplína         | Zlato                                 | Stříbro                                           | Bronz                             |
| ------------------ | ------------------------------------- | ------------------------------------------------- | --------------------------------- |
| lezení na rychlost | Aleksandra Mirosławová · Polsko (POL) | Teng Li-ťüan · Čína (CHN)                         | Aleksandra Kalucká · Polsko (POL) |
| kombinace          | Janja Garnbretová · Slovinsko (SLO)   | Brooke Raboutouová · Spojené státy americké (USA) | Jessica Pilzová · Rakousko (AUT)  |

## Medailové pořadí zemí
| Pořadí | Země                   | Zlato | Stříbro | Bronz | Celkem |
| ------ | ---------------------- | ----- | ------- | ----- | ------ |
| 1.     | Polsko                 | 1     | 0       | 1     | 2      |
| 2.     | Velká Británie         | 1     | 0       | 0     | 1      |
| 2.     | Indonésie              | 1     | 0       | 0     | 1      |
| 2.     | Slovinsko              | 1     | 0       | 0     | 1      |
| 5.     | Čína                   | 0     | 2       | 0     | 2      |
| 6.     | Spojené státy americké | 0     | 1       | 1     | 2      |
| 7.     | Japonsko               | 0     | 1       | 0     | 1      |
| 8.     | Rakousko               | 0     | 0       | 2     | 2      |
| celkem | celkem                 | 4     | 4       | 4     | 12     |